# Фазано
Фаза̀но (на италиански: Fasano, на местен диалект Fascione, Фашоне) е град и община в Южна Италия, провинция Бриндизи, регион Пулия. Разположен е на 118 m надморска височина. Населението на общината е 40 019 души (към 2012 г.).